# 大卡舍拉克市镇
大卡舍拉克市镇（俄语：Большекашелакское муниципальное образование）是俄罗斯联邦伊尔库茨克州奎屯区所属的一个市镇。其下辖有6个居民点，行政中心为大卡舍拉克。据2016年统计，该市镇的人口为352人。